# Leo Daniël Brongersma

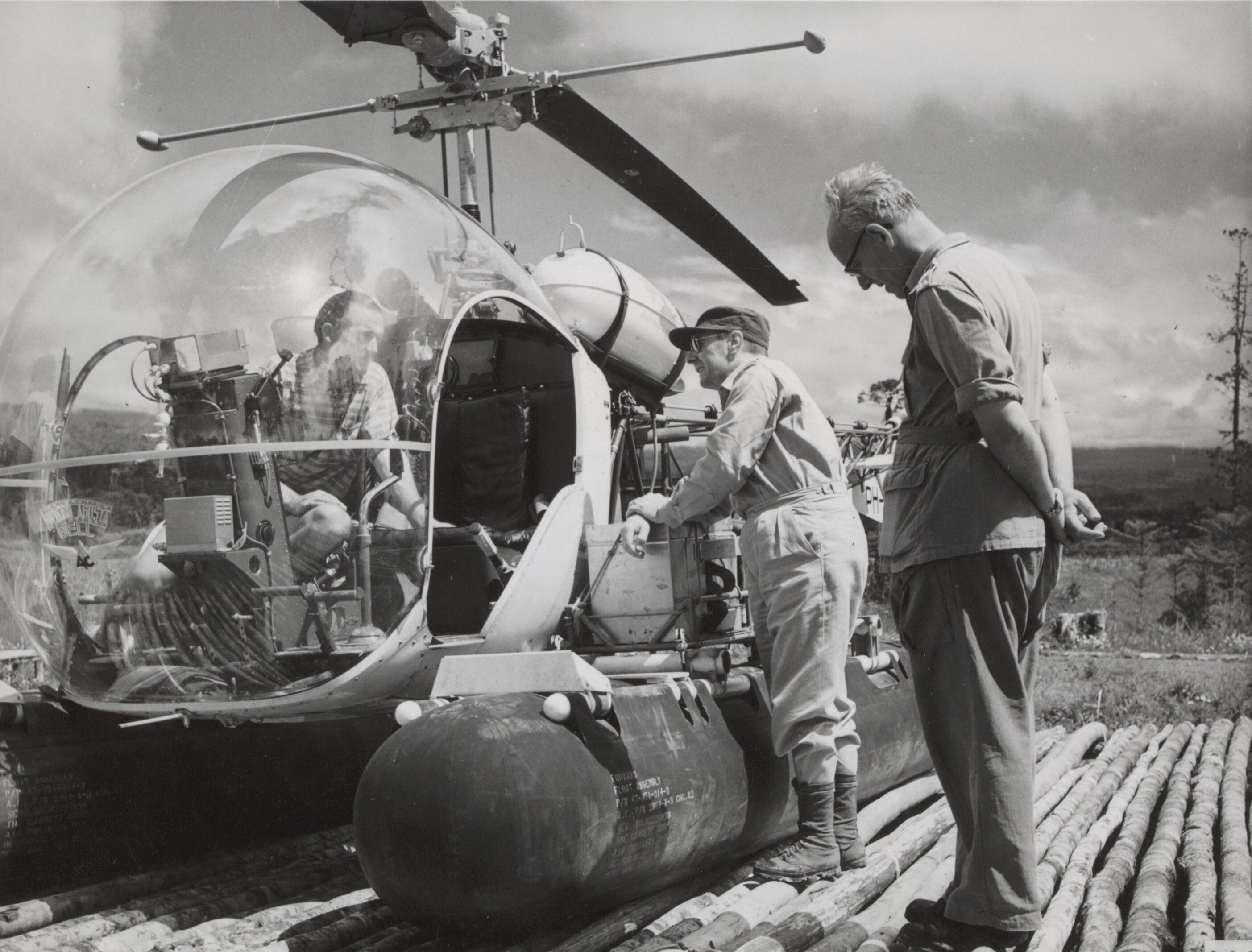
Leo Daniël Brongersma während einer Expedition in Neuguinea (1959)

Leo Daniël Brongersma (* 17. Mai 1907 in Bloemendaal; † 24. Juli 1994 in Leiden) war ein niederländischer Herpetologe.

## Leben
Brongersma studierte nach seinem Gymnasialabschluss in Bloemendaal Biologie an der ehemaligen Amsterdamse Gemeente Universiteit, wo sich sein Interesse für die Herpetologie entwickelte. 1927 veröffentlichte er seinen ersten wissenschaftlichen Artikel über die Präparation eines Komodowaranexemplares, das im Zoo Amsterdam gestorben war. Im selben Jahr beschrieb er die Eidechsenart Neusticurus dejongi aus Surinam, die heute ein Synonym für Neusticurus rudis ist. Bis 1934 veröffentlichte er 29 weitere Artikel, darunter die Erstbeschreibungen von einigen Schlangen- und Eidechsenarten sowie der Froschart Scinax proboscidea. Ein besonderes Interesse hatte Brongersma an der reichen Reptilienfauna des ehemaligen Niederländisch-Ostindien (Indonesien), und viele seiner Publikationen befassten sich mit kleinen Sammlungen aus diesem Gebiet. Im September 1934 wurde er mit der Dissertation Contributions to Indo-Australian Herpetology, die als Ergänzung zu Nelly de Rooijs Werk The Reptiles of the Indo-Australian Archipelago (1915–1917) betrachtet wird, zum Ph.D. promoviert. Im Oktober 1934 heiratete er Margaretha Sanders (1905–1996), die ebenfalls eine bekannte Wissenschaftlerin war. Aus dieser Ehe gingen eine Tochter und ein Sohn hervor.
Brongersma wurde 1932 Kurator für Reptilien und Amphibien am Rijksmuseum van Natuurlijke Historie. Von 1936 bis 1947 war er auch als Kurator für pleistozäne Fossilien aus Nordostindien tätig. 1938 wurde er an der Universität Leiden als unbezahlter Dozent (Privat Doceent) aufgenommen.
Brongersma reiste am 20. Oktober 1945 nach Niederländisch-Ostindien, um dort die kommissarische Leitung des Museum Zoologicum Bogoriense zu übernehmen. Zu diesem Zweck erhielt er den Rang eines Reservemajors, da zu dieser Zeit keine Zivilpersonen in dieser Region zugelassen waren. Dennoch war der Zugang nach Java nicht sofort möglich, so dass er vom 21. November 1945 bis zum 16. März 1946 in Port Dickson, Malaya, stationiert war, wo er ein niederländisches Bataillon kommandierte. Er nutzte die Zeit für zoologische Feldarbeit und sandte die zoologischen Sammlungen zurück in die Niederlande. Als er im März 1946 in Buitenzorg (heute Bogor) ankam, stellte sich heraus, dass das Museum in gutem Zustand war und dass der frühere Direktor, Maurits Anne Lieftinck, seine Stelle wieder angetreten hatte. Daher kehrte Brongersma am 16. Juli 1946 in die Niederlande zurück. Von 1949 bis 1958 widmete er sich der Erforschung der niederländischen Fauna. Er sammelte viele neue Daten über die Flora und Fauna von Südlimburg und studierte das Hochplateau von Sint Pietersberg. 1950 wurde er stellvertretenden Direktor des Rijksmuseum van Natuurlijke Historie. im Jahr 1954 wurde er Reader und 1964 außerordentlicher Professor in Systematischer Zoologie an der Universität Leiden. Am 1. Mai 1958 wurde er Nachfolger von Hilbrand Boschma als Direktor des Museums, eine Position, die er bis zu seiner Pensionierung am 1. Juni 1972 innehatte, als er auch seine Professur niederlegte. Von 1972 bis 1976 war er als interimistischer Direktor des Rijksmuseum van Geologie en Mineralogie in Leiden tätig.
Zu Beginn seiner akademischen Karriere widmete sich Brongersma vornehmlich der indo-australischen Herpetologie. Von 1938 bis 1961 studierte er die Anatomie der Schlangenlungen und die dazugehörigen Blutgefäße, worüber er 17 Fachartikel veröffentlichte. 1967 diente Brongersmas Arbeit zum Teil als Grundlage für die neue Klassifikation der Schlangen von Garth Underwood. Seine ersten Publikationen waren über die Systematik der Amphibien und Reptilien, der niederländischen Überseegebiete, darunter Niederländisch-Ostindien, Surinam und die Kleinen Antillen. Weitere Arbeiten befassten sich mit der Herpetofauna Neukaledoniens, des westlichen Chinas, Kolumbiens, Venezuelas, der Malaiischen Halbinsel, El Salvadors und der British West Indies.
Ab 1952 unternahm Brongersma Expeditionen nach Niederländisch-Neuguinea (dem heutigen Papua Barat). Die umfangreichste war 1959 in die Region des Pegunungan Bintang (Sterngebirge) im Grenzgebiet zwischen Westpapua und Papua-Neuguinea. Diese Exkursion war interdisziplinär und umfasste anthropologische, ethnologische, biologische und geologische Studien in einem weitgehend unerforschten Gebiet, das oft nur mit Helikoptern erreicht werden konnte. Durch diese Untersuchungen wurde das Wissen über die Fauna Neuguineas stark erweitert und die Ergebnisse wurden in mehreren Publikationen veröffentlicht. Königin Juliana ernannte dafür zum Offizier des Orden von Oranien-Nassau. Ferner erhielt er den Ritterorden vom Niederländischen Löwen.
Von 1962 bis 1964 wirkte er an Expeditionen in die Bucht der Ria de Arosa ins nordwestliche Spanien mit. Ab 1960 begann seine Arbeit über Meeresschildkröten des Nordatlantiks, einschließlich ihrer Wanderungen und Strandungen, was 1972 in der Veröffentlichung des Buches European Atlantic Turtles gipfelte. Von 1927 bis 1983 veröffentlichte Brongersma über 200 Schriften. Er beschrieb 14 neue Arten und er führte die Geckogattung Pseudothecadactylus sowie die Schlangenfamilie der Erdboas (Tropidophinae) ein.
Seit 1952 war er Mitglied der Königlich Niederländischen Akademie der Wissenschaften.

## Dedikationsnamen
Gelistet sind Arten, die heute noch gültig sind:
- Phrynobatrachus brongersmai Parker, 1936
- Python brongersmai Stull, 1938[2]
- Litoria brongersmai (Loveridge, 1945)
- Calamaria brongersmai Inger & Marx, 1965[2]
- Trimeresurus brongersmai Hoge, 1969
- Bufo brongersmai Hoogmoed, 1972
- Eremiascincus brongersmai (Storr, 1972)[2]
- Lobulia brongersmai (Zweifel, 1972)[2]
- Typhlops brongersmianus Vanzolini, 1972
- Tribolonotus brongersmai Cogger, 1973[2]
- Emoia brongersmai W. Brown, 1991[2]

## Schriften (Auswahl)
- mit Gerard Frouko Venema: Het witte hart van Nieuw-Guinea. Met de Nederlandse expeditie naar het Sterrengebergte, Amsterdam: Scheltens & Giltay, 1960 (deutsch: Das weisse Herz von Neu-Guinea. Mit der Niederländischen Expedition in das Sternengebirge, 1961)
- European Atlantic Turtles Zoologische Verhandelingen, Nr. 121, BRILL Verlag, 1972